# Мандри по святих місцях Сходу з 1723 по 1747 рік
Мандри по святих місцях Сходу з 1723 по 1747 рік (рос. «Пешеходца Василия Григоровича Барского-Плаки-Альбова, уроженца Киевского, монаха Антиохийского, путешествие к святым местам, в Европе, Азии и Африке находящимся, предпринятое 1723 и оконченное в 1747 году, им самим описанное») — умовна назва автобіографічної книги українського православного письменника-мандрівника 18 століття Василя Григоровича-Барського.

## Видавнича історія
Книгу вперше видано Василем Рубаном у Санкт-Петербурзі 1778 року. Протягом 1885 — 1887 років там же побачило світ чотиритомне видання праці Василя Григоровича-Барського, здійснене Миколою Барсуковим. У цьому виданні вміщено репродукції малюнків автора, а також його епістолярну спадщину.
Українською видано у 2001 році у видавництві «Основи» у перекладі Петра Білоуса.